# Tulipa orphanidea
Espèce
Synonymes
- Tulipa atheniensis Orph.[1] [2]
- Tulipa bithynica Griseb. ex Baker[1] [2]
- Tulipa crocata Orph.[1] [2]
- Tulipa cruciata Baker[1]
- Tulipa doerfleri Gand.[1]
- Tulipa goulimyi Sealy & Turrill[2]
- Tulipa hageri var. doerfleri (Gand.) Hayek[1]
- Tulipa hayatii O.Schwarz[2]
- Tulipa minervae Orph. ex Baker[2]
- Tulipa orphanidea subsp. doerfleri (Gand.) Zonn.[1]
- Tulipa orphanidea subsp. orphanidea[2]
- Tulipa splendens Delip.[2]
- Tulipa sylvestris var. orphanidea (Boiss. ex Heldr.) Regel[1]
- Tulipa theophrasti Candargy[2]

Tulipa orphanidea est une espèce de plantes herbacées de la famille des Liliacées.

## Description

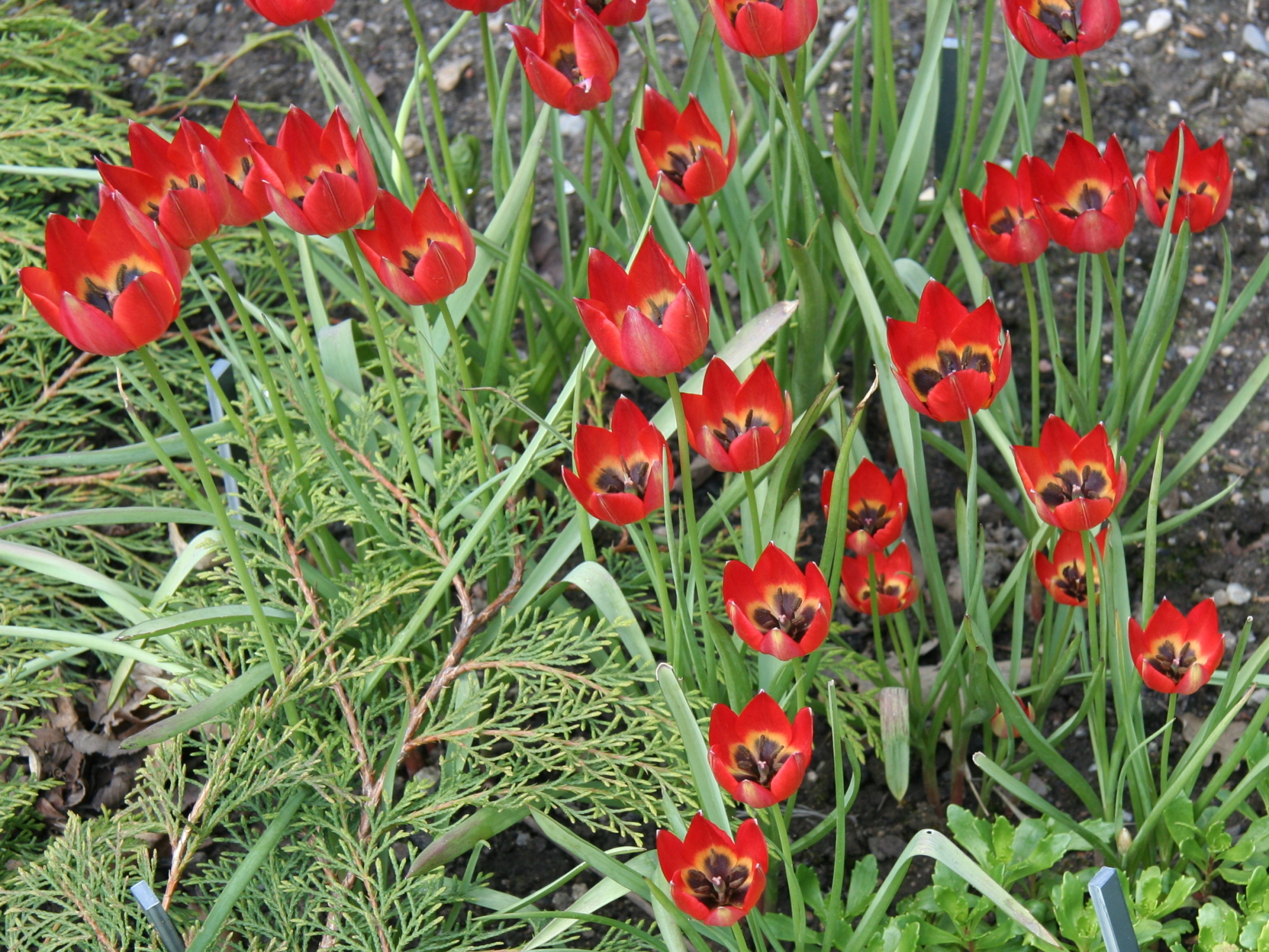
Vue d'ensemble, Tulipa orphanidea cultivées au jardin botanique de Dresde (Allemagne)
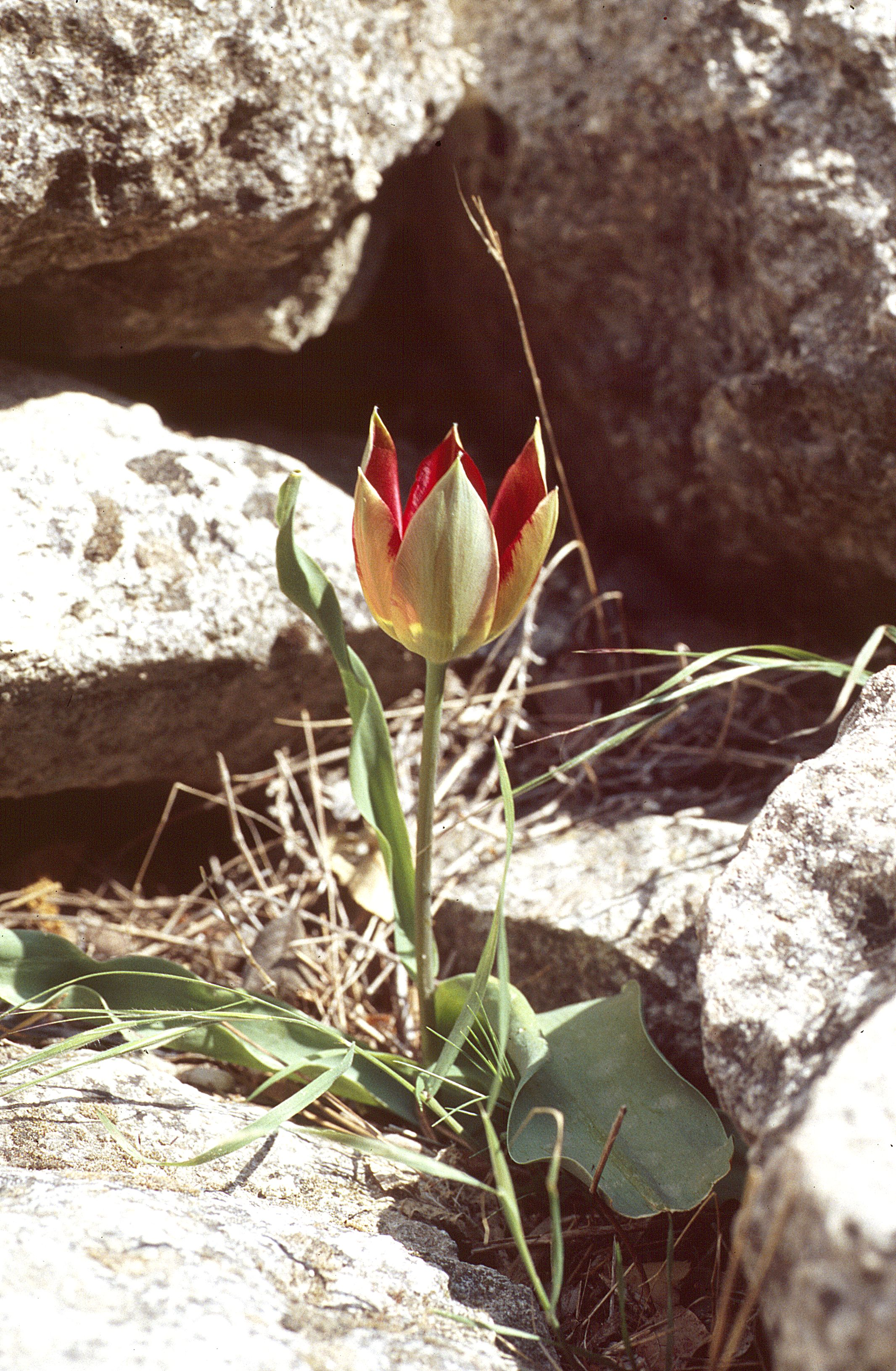
Tulipa orphanidea in situ, en Cilicie (Turquie)
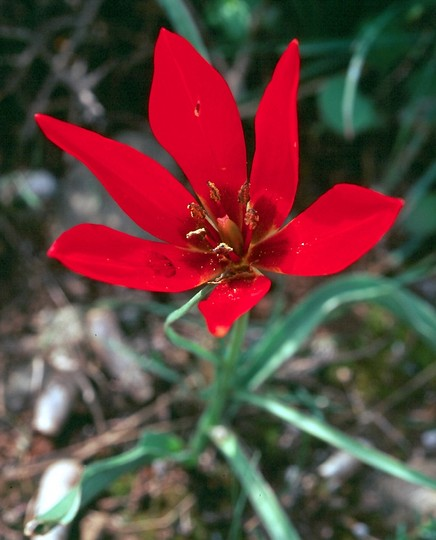
Variante, anciennement nommée T. goulimyi
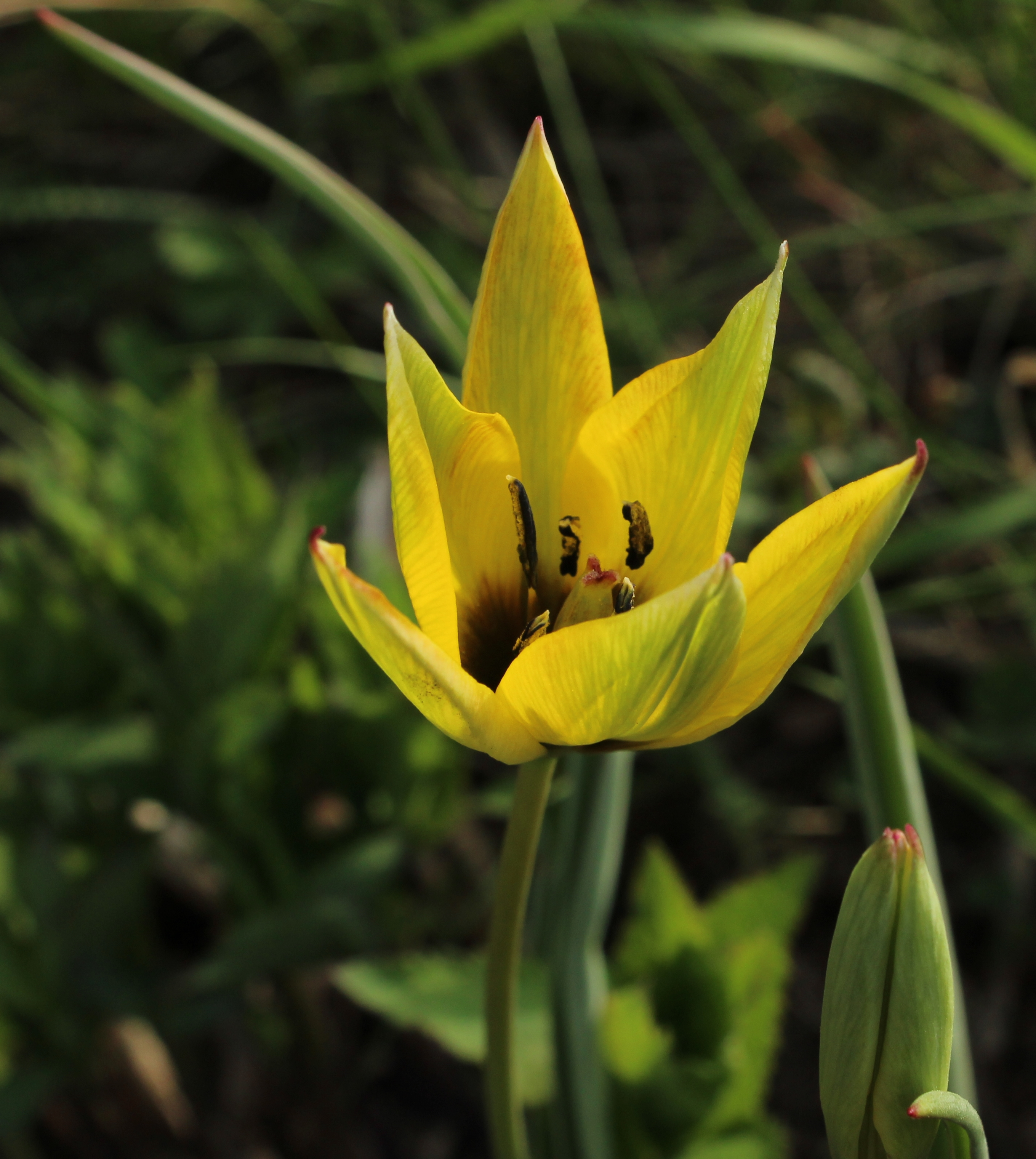
Tulipa orphanidea 'Flava', cultivar jaune au jardin botanique de l'université de Vienne (Autriche)
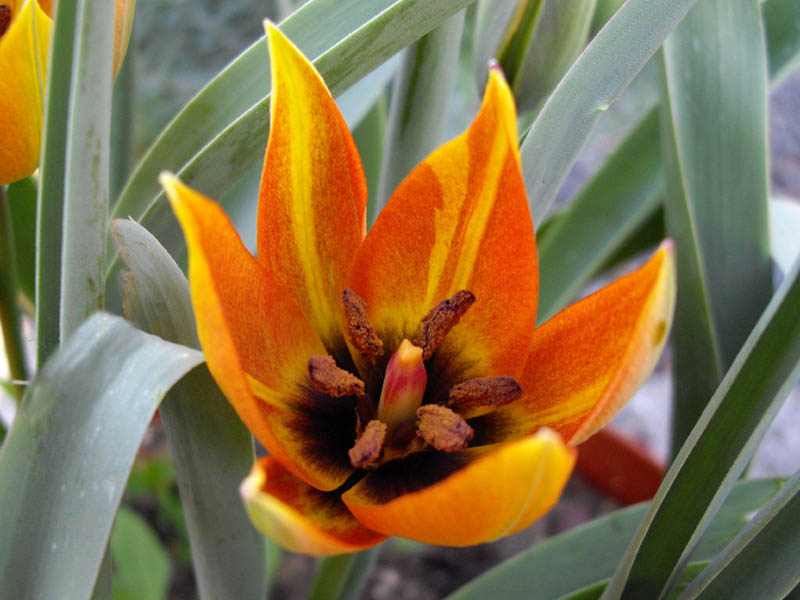
Tulipa orphanidea subsp. whittallii

## Distribution
Tulipa orphanidea est présente en Turquie, en Bulgarie et en Grèce, y compris en Crète. Elle est aussi parfois cultivée.

## Classification
Cette espèce a été décrite en 1862 par le botaniste allemand Theodor Heinrich Hermann von Heldreich (1822-1902), à la suite des travaux de son homologue suisse Pierre Edmond Boissier (1810-1885). L'épithète spécifique orphanidea est un hommage au professeur Th. G. Orphanides qui a récolté en 1857 des spécimens sur le mont Malevo en Laconie (Grèce),,.
En classification phylogénétique APG IV (2016), comme classification phylogénétique APG III (2009), l'espèce fait partie de la famille des Liliaceae, qui est classée dans l'ordre des Liliales, de même que dans la classification classique de Cronquist (1981).

### Liste des sous-espèces et variétés
Selon The Plant List (6 septembre 2019) :
- sous-espèce Tulipa orphanidea subsp. doerfleri (Gand.) Zonn.
- sous-espèce Tulipa orphanidea subsp. whittalii (A.D.Hall) Zonn.

Selon Tropicos (6 septembre 2019) :
- variété Tulipa orphanidea var. whittallii Dykes